# Joseph Amy (colonel)
Pour les articles homonymes, voir Joseph Amy et Amy.
Joseph Amy, né le 25 octobre 1765 à Thors et mort le 27 septembre 1810 à la bataille de Buçaco, est un colonel et baron d'Empire français.

## Biographie

### Famille
Il est le fils de Pierre Amy, cultivateur, et de Marguerite Roturier.

### Fils de cultivateurs devenu baron d'Empire
Joseph Amy entre au service comme capitaine le 20 septembre 1792 dans le 3e bataillon des volontaires de la Charente-Inférieure, est nommé chef de bataillon le 5 décembre suivant, et fait la guerre aux armées de l'Ouest et d'Italie.
Le 3e jour complémentaire an IV, il passe avec son grade dans le 3e bataillon de Lot-et-Garonne, incorporé le 15 nivôse an V dans la 30e demi-brigade d'infanterie légère, devenue 25e régiment de même arme à l'organisation de l'an XII.
Après avoir pris part à tous les combats auxquels sa demi-brigade assista, il est fait prisonnier le 9 floréal an VII, l'affaire de Verderia, et il obtient sa liberté sur parole le même jour, en vertu des dispositions de la capitulation. Rentré en France après la paix, il fait partie des troupes du camp de Montreuil en l'an XII et en l'an XIII, est fait chevalier de la Légion d'honneur le 4 germinal suivant.
Il fait les campagnes d'Autriche (an XIV), de Prusse (1806) et de Pologne (1807), avec le 6e corps de la Grande Armée.
Blessé d'un coup de biscaïen à la tête lors de la bataille de Friedland le 14 juin 1807, il devient en juillet suivant, colonel du 6e régiment d'infanterie légère.
Officier de la Légion d'honneur le 18 février 1808, et baron de l'Empire, le 17 mars suivant, le colonel Amy fait encore les guerres d'Espagne et de Portugal de 1808 à 1810, et meurt sur le champ de bataille de Buçaco, le 27 septembre de cette dernière année.

## Titres
- Baron de l'Empire par lettres patentes du 2 novembre 1810[2]

## Décorations
- Officier de la Légion d'honneur (18 février 1808)[1]
  - Légionnaire (4 germinal an XIII)(25 mars 1804)[1]

## Armoiries
| Figure | Blasonnement |
|        | Armes du baron Amy et de l'Empire D'or fretté de six pièces de sable semé dans les clairevoies de grenades de gueules ; au franc-quartier des barons militaires. |